# Ressentiment (Staël)
Pour les articles homonymes, voir Ressentiment (homonymie).
Ressentiment est  une huile sur toile de Nicolas de Staël réalisée en 1947, peinte dans la lignée de De la danse avec des tonalités plus ouvertes, plus denses, plus « grisantes » (des gris). Bien qu'appartenant à un collectionneur privé, le tableau est très souvent présent dans les expositions.

## Contexte
Cette œuvre marque le début d'une période où Nicolas de Staël commence à vendre ses tableaux. Grâce au soutien du père dominicain Jacques Laval. Cette toile fera partie, en octobre 1948, de sa première exposition personnelle  à l'étranger à Montevideo organisée par Héctor Sgarbi, alors conseiller culturel à l'ambassade d'Uruguay. Il y présente aussi Hommage à Piranese et De la danse.
Le critique d'art Pierre Courthion situe Staël hors du courant des peintres abstraits : « Staël, il a raison, ne veut pas qu'on lui parle d'art abstrait. Nous sommes devant un peintre exceptionnel, qui, dans son travail, a le don très rare de transformer en vision intuitive l'extrême qualité de la substance. »

## Description
Selon Daniel Dobbels, 

« Ressentiment est comme une terre promise dont l'accès est barré ou plus énigmatiquement, interdit. »

Bien que la palette de Staël se soit éclaircie, la toile conserve des structures sombres, verticales et obliques, entrecroisées comme une grille. Dans les coins du tableau, une touche de rouge réchauffe une composition elle-même revigorée par des touches de blancs qui tentent de déborder la grille. Selon Jean-Louis Prat : 

« Ce réseau dense de couleurs sombres n'est pas sans parenté avec les peintures de Charles Lapicque dans les années 1939 une grille bleue y surplombait des couleurs chaudes, ainsi élevées à la luminosité d'un vitrail. »

Jean Guichard-Meili voit dans cette toile une avancée notoire du peintre, le début d'une grande période de Staël après le style encore peu personnel de ses peintures de 1946. 

« (…) une émotion qui n'est restituée dans l'esprit du spectateur qu'à travers un système de références intellectuelles. »

## Postérité
En 1995, Françoise de Staël recensait onze expositions de la toile parmi lesquelles : Fondation Gianadda de Martigny (Suisse) en 1995, Museum für Moderne Kunst de Francfort en 1991, Musée Jacquemart-André, Paris en 1987, Grand Palais (Paris) en 1981, Musée Boijmans Van Beuningen de Rotterdam et  Kunstmuseum de Zurich. Il a depuis fait partie des rétrospectives importantes sur de Staël : Centre Pompidou, Paris, 2003, Fondation Gianadda, 2010.